# 華沙貿易塔

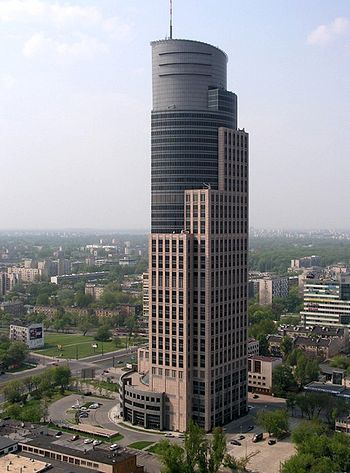
華沙貿易塔

華沙貿易塔（Warsaw Trade Tower，WTT）是位於波蘭華沙的一座摩天大樓，是華沙第二座高度超過200米的摩天大樓。現在華沙貿易塔是波蘭第四高的建築物。修建於1997年至1999年期間。華沙貿易塔高208米，共有43層。華沙貿易塔擁有歐洲最快的電梯，每秒可運行七米。